# Xavier Viñolas i Pujol
Xavier Viñolas i Pujol, oft kurz auch Xavier Viñolas (* 1915 in Bonmatí (La Selva); † 2002 in Olot) war ein postimpressionistischer katalanischer Maler, der in der Tradition der Schule von Olot stand.

## Leben
Bereits als 14-Jähriger besuchte Viñolas die „Escola de Belles Arts“ in Olot bei Iu Pascual und Melcior Domenge. Zudem arbeitete er für das Kunsthandwerksunternehmen „El Arte Cristiano“ als Bildhauer. Ab 1934 besuchte er die Escola Superior de Paisatge a Olot („Akademie für Landschaftsmalerei in Olot“). Seine Lehrer hier waren Xavier Nogués, Pere Créixams und Francesc Labarta. 1937 wird Viñolas zum Kriegsdienst im Spanischen Bürgerkrieg eingezogen. Er zeichnete für die Heeresführung Pläne der Front, privat skizzierte er seine Eindrücke vom Krieg und das daraus resultierende menschliche Elend in kleinen beeindruckenden Zeichnungen. Nach dem Krieg musste er normalen Wehrdienst in Melilla leisten. Hier beschäftigte er sich in seiner Freizeit malerisch mit der nordafrikanischen Landschaft. 1942 kehrte er ins Zivilleben zurück und hatte seine erste Einzelausstellung in der „Sala Armengol“ in Olot. Später folgten zahlreiche Ausstellungen in Figueres, Granollers und Barcelona. 1968 als Pere Gussinyé als Lehrer der Kunsthochschule Olot in den Ruhestand ging, kam  Viñolas als Dozent an diese Schule. Ab seinem Eintritt in die Rente im Jahr  1987 beschäftigte sich er ausschließlich mit der Malerei.

## Das künstlerische Werk
Ende der 1970er Jahre gab es grob gesagt zwei Richtungen der Landschaftsmalerei von Olot:
1.) Die traditionelle Linie, die die Landschaft treu im Sinne eines bäuerlichen Naturalismus sehend und malerisch behandelt hat und die in direkter Verbindung zu dem Werk von Joaquim und Marià Vayreda steht.
2.) Die progressive Linie, die neue künstlerische Wege und Techniken in der Landschaftsmalerei sucht und gewissermaßen einem Akademizismus der Landschaftsmalerei entgegenwirkt. Zu dieser zweiten Kategorie gehören Künstler wie Josep Pujol i Ripoll,  Pere Plana i Puig, Joan Clapera i Mayà, Àngel Codinach.
Xavier Viñolas gehört eindeutig zur ersten Kategorie von Olotenser Künstlern. Sein Werk ist nicht kompliziert, es führt die Tradition der Landschaftsmalerei von Olot im Sinne der Gründer, der Gebrüder Vayreda, und der großen Lehrer der Vergangenheit wie Iu Pascual der Schule fort. Viñolas  führt die Auseinandersetzung mit der Natur als seinem Kunstgegenstand in zweistufiger Weise: Zunächst versucht er, die Essenz der Landschaft in seinen Werken einzufangen und führt uns dann zur Essenz jeder Malerei, indem er in Farben und Komposition das Metaphysische jeder wahren Kunst durchscheinen lässt.
Xavier Viñolas wurde in der Vergangenheit in der katalanischen Kunst zu gering geachtet. Die Retrospektive seines Werkes in der Ausstellung „Xavier Viñolas. Paisatge, Llum i Moviment“ („Xavier Viñolas. Landschaft, Licht und Bewegung“) des „Museu de la Garrotxa“, Olot vom 30. Januar bis zum 6. April 2015 zu seinem hundertsten Geburtstag belegt, dass sein Werk posthum die ihm gemäße Bedeutung erlangt.

## Medien
- Olot Cultura: „Xavier Viñolas. Paisatge, Llum i Moviment“ Youtube-Video zur anthologischen Ausstellung „Xavier Viñolas.“ Landschaft, Licht und Bewegung im „Museu de la Garrotxa“, Olot vom 30. Januar bis zum 6. April 2015 (in katalanischer Sprache, hochgeladen am 4. März 2015)